# Javořinka
Javořinka (polsky Jaworzynka) je vesnice v jižním Polsku ve Slezském vojvodství v okrese Těšín u česko-polsko-slovenských hranic. Leží na území Těšínského Slezska v Jablunkovském mezihoří a spolu s Jistebnou a Koňákovem tvoří tzv. Beskydskou trojves (totožnou s gminou Jistebná). Obec čítala k prosinci 2015 3 230 obyvatel a její rozloha činí 22,15 km², z čehož podstatnou část zaujímají horské lesy.
Javořinka se skládá ze tří částí: centrální podél hlavní silnice směrem k Jistebné, a také osad Třicatek a Zapaseky (nářečně také Zopašky). Zapaseky se nacházejí ve východní zalesněné části obce za řekou Čadečkou, zatímco Třicatek je označení pro nejhornější a nejjižnější část vesnice. Název Třicatek pochází z dob, kdy se zde nacházela celnice na hranici mezi Uhrami a těšínským knížectvím a vybíralo se zde clo ve výši 30 %. Součástí Javořinky byla původně také Hrčava odtržená v roce 1924 po protestech tamního obyvatelstva proti připojení oblasti k Polsku. Silniční spojení se zbytkem československého území získala Hrčava až v roce 1965.
Obcí probíhá jedno z hlavních evropských rozvodí: severozápadní část vsi patří k úmoří Baltu (potok Olecka je přítokem Olše, ta pak Odry), zbytek k úmoří Černého moře (řeka Čadečka patří k povodí Váhu).
Hraniční bod mezi Javořinkou, Hrčavou a Čiernem (jižně od osady Třicatek) tvoří polsko-česko-slovenské trojmezí, které je největší místní turistickou atrakcí, viz Trojmezí (Hrčava).